# Genèse (film, 2018)
Pour les articles homonymes, voir Genèse (homonymie).
Pour plus de détails, voir Fiche technique et Distribution.
Genèse est un drame québécois réalisé par Philippe Lesage, sorti en 2018.

## Synopsis
Guillaume, pensionnaire dans une école secondaire au Québec, tombe amoureux de son meilleur ami Nicolas. Sa demi-sœur Charlotte quitte son petit ami Maxime et explore des amours plus libres avec Théo. Enfin, Félix, plus jeune, découvre l'amour dans un camp d'été.
Chacun à sa manière, ils vont faire l'expérience du désir amoureux.

## Fiche technique
- Titre original : Genèse
- Titre anglais : Genesis
- Réalisation : Philippe Lesage
- Scénario : Philippe Lesage
- Direction artistique : Marjorie Rhéaume
- Costumes : Caroline Bodson
- Maquillage et coiffure : Dominique T. Hasbani
- Photographie : Nicolas Canniccioni
- Son : Philippe Lavigne, Sylvain Brassard
- Montage : Mathieu Bouchard-Malo
- Production : Galilé Marion-Gauvin
  - Productrice déléguée : Geneviève Gosselin-G.
- Société de production : Unité Centrale
- Sociétés de distribution : FunFilm Distribution, Shellac (France), Be For Films (international)
- Budget : 2,5 millions de dollars[1]
- Pays d'origine :  Canada
- Langue originale : français
- Format : couleur — format d'image : 1,85:1 — son Dolby SR numérique
- Genre : drame
- Durée : 131 minutes
- Dates de sortie :
  - Suisse : 5 août 2018 (première mondiale au Festival international du film de Locarno)[2]
  - Allemagne : 3 octobre 2018 (Festival du film de Hambourg)
  - Danemark : 4 octobre 2018 (Festival international du film de Copenhague (CPH PIX))
  - Canada : 11 octobre 2018 (première québécoise au Festival du nouveau cinéma de Montréal)
  - France : 20 octobre 2018 (Festival international du film de La Roche-sur-Yon)
  - Espagne : 24 octobre 2018 (Festival international du film de Valladolid)
  - Grèce : 2 novembre 2018 (Festival international du film de Thessalonique)
  - Mexique : 8 novembre 2018 (Festival international du film de Los Cabos (en))
  - Suède : 9 novembre 2018 (Festival international du film de Stockholm)
  - États-Unis : 12 novembre 2018 (Festival international du film de Los Angeles (AFI Fest))
  - Norvège : 15 janvier 2019 (Festival international du film de Tromsø)
  - Pays-Bas : 25 janvier 2019 (Festival international du film de Rotterdam (IFFR))
  - Canada : 15 mars 2019 (sortie en salle au Québec)[3]
  - France : 10 avril 2019
  - Espagne : 19 juillet 2019
  - Canada : 20 août 2019 (DVD)
  - États-Unis : 23 août 2019
- Classification :
  - Québec : 13 ans et plus[4]

## Distribution
- Noée Abita : Charlotte, demi-sœur de Guillaume
- Théodore Pellerin : Guillaume Bonnet, demi-frère de Charlotte
- Édouard Tremblay-Grenier : Félix
- Pier-Luc Funk : Maxime, petit ami de Charlotte
- Maxime Dumontier : Théo, amant de Charlotte
- Paul Ahmarani : Perrier, enseignant d'histoire
- Jules Roy Sicotte : Nicolas, meilleur ami de Guillaume
- Émilie Bierre : Béatrice, coup de cœur de Félix
- Antoine Marchand-Gagnon : Alexis
- Guillaume Laurin : le surveillant
- Jean-Simon Leduc : Ricardo, l'abuseur de Charlotte
- Marc Beaupré : Jacques, l'entraîneur
- Mylène Mackay : Mme Sinclair, enseignante d'anglais
- Rose-Marie Perreault : Ariane, amie de Charlotte
- Jasmina Parent : Zoé, amie de Charlotte
- Noémi Lira : Martha, amie de Charlotte
- Étienne Galloy : David, élève
- Vassili Schneider : Mikael, élève
- Devon O'Connor : Asselin, élève
- Tomas Ross : Massicotte, élève
- Émile Bilodeau : Seb, moniteur au camp
- Tayna V. Lavoie : Sandrine, amie de Béatrice
- Brett Dier : Todd, moniteur au camp
- Laurent Lucas : le père de Guillaume et Charlotte
- Charlotte Aubin : jeune femme, l'ex de Théo
- Amaryllis Tremblay : conquête de Nicolas

## Accueil
Genèse emporte la Louve d'or du meilleur film et du meilleur acteur (Théodore Pellerin) de la compétition internationale au Festival du nouveau cinéma de Montréal, le prix du meilleur film, du meilleur réalisateur et du meilleur acteur (Théodore Pellerin) au Festival international  du film de Valladolid, et le prix du meilleur film au Los Cabos International Film Festival (en).
Vendu dans plusieurs pays, Genèse reçoit des critiques très favorables, notamment dans les journaux The New York Times (Critic's Pick), Los Angeles Times, Libération, Le Monde, El Pais et The Globe and Mail.

### Critiques
Le film reçoit des commentaires positifs, avec une note moyenne de 4.2 sur AlloCiné. L'Obs trouve le film « toujours juste, entre pudeur et complicité ». Télérama indique que « le film provoque donc une sorte d’enchantement ».